# 계시의 불일치 논증
계시의 불일치 논증 (argument from inconsistent revelation)은 전 세계에 걸쳐 수 많은 종교들의 또는 한 종교 사이에서의 계시들이 서로 불일치하거나 충돌하기 때문에 신이 존재하지 않다는 논증이다. 종교의 고위 성직자와 같이 특정 인물이 계시를 선별적으로 받아들이지 않는 이상 모든 계시들이 동등한 의미를 지니기 때문이다. 그렇기 때문에 더더욱 이 논증은 무신론자들에 의해 사람의 개입 없이는 신의 존재를 받아들이기 어렵다는 사실에 사용된다.
가령 기독교인들은 예수를 신의 아들로 믿지만 유대교에서는 그렇지 않다. 반면 이슬람교에서는 예수가 신의 아들은 아니지만 거룩한 예언자라고 믿는다.